# كارين توماس (سباحة متزامنة)
كارين توماس هي سباحة متزامنة كندية، ولدت في 14 يناير 1989 في غاتينو في كندا.

## وصلات خارجية
- كارين توماس على موقع الاتحاد الدولي للسباحة (الإنجليزية)
- كارين توماس على موقع أوليمبيديا (الإنجليزية)
- كارين توماس على موقع اللجنة الأولمبية الكندية (الإنجليزية)